# أندرو جونز (لاعب كرة قدم كندية)
أندرو جونز هو لاعب كرة قدم كندية كندي، ولد في 29 أكتوبر 1982 في تورونتو في كندا.